# Crayon Shin-chan: Shūrai! Uchūjin shiriri
Série
Crayon Shin-chan: Bakusui! Yumemi-wārudo daitotsugeki!
(2016) Crayon Shin-chan: Bakumori! Kung-Fu Boys - Rāmen tairan
(2018)
Pour plus de détails, voir Fiche technique et Distribution.
Crayon Shin-chan: Shūrai! Uchūjin shiriri (クレヨンしんちゃん: 襲来！！宇宙人シリリ, Kureyon Shinchan: Shūrai! Uchūjin shiriri) est un film d'animation japonais réalisé par Masakazu Hashimoto, sorti le 15 avril 2017 au Japon.
Il s'agit du 25e film tiré du manga Crayon Shin-chan. Le réalisateur Masakazu Hashimoto a également réalisé le 21e film Crayon Shin-chan: Very Tasty! B-class Gourmet Survival!! (en) et le 23e Crayon Shin-chan: My Moving Story! Cactus Large Attack! (en),,,,.
C'est la quatrième fois que l'histoire d'un film Crayon Shin-chan tourne autour d'extraterrestres, les précédents étaient Crayon Shin-chan: Action Kamen vs Leotard Devil (en) en 1993, Crayon Shin-chan: The Storm Called: The Singing Buttocks Bomb (en) en 2007 et Crayon Shin-chan: The Storm Called!: Me and the Space Princess (en) en 2012. L'histoire de la série spin-off Crayon Shin-chan Gaiden (en) de 2016 parle également d'extraterrestres. Avec ce film, Crayon Shin-chan célèbre le jubilé d'argent de sa série de films.
Le slogan du film est Ils seront tous les deux associés cette nuit (その夜ふたりはシリあった, sono yoru futari wa SHIRIatta).

## Synopsis
Un jour, la famille Nohara rencontre un mystérieux étranger venu du lointain espace nommé Shiriri. Touchés par le rayon émis par ce-dernier, Hiroshi et Misae rajeunissent de 25 ans et redeviennent des enfants. Pour pouvoir retrouver leur forme adulte, ils doivent trouver le père de Shiriri qui est au Japon. Cette situation, qui ne concerne d'abord que la famille de Shinnosuke puis ses amis, implique progressivement tout le Japon.

## Distribution
- Akiko Yajima : Shinnosuke Nohara
- Miki Narahashi : Misae Nohara
- Toshiyuki Morikawa : Hiroshi Nohara [note 1]
- Satomi Korogi : Himawari Nohara
- Mari Mashiba : Toru Kazama et Shiro
- Tamao Hayashi : Nene Sakurada
- Teiyū Ichiryūsai : Masao Satou
- Chie Sato : Bo-chan

### Invités particuliers
- Miyuki Sawashiro : Shiriri[7]
- Hiroyuki Miyasako (du duo Ameagari Kesshitai) : le père de Shiriri
- Tōru Hotohara :  Morudada
- Mirai Shida : elle-même[8],[9]

## Musique

### Générique de début
- Kimi ni 100 Percent (Warner Music Japan / unBORDE (en))
  - Chanteur : Kyary Pamyu Pamyu

### Générique de fin
- Road-Movie (ロードムービー, rōdomūbī?)[10],[11]
  - Chanteur : Yu Takahashi (en)